# Pseudalcis renaria
Pseudalcis renaria är en fjärilsart som beskrevs av Achille Guenée 1858. Pseudalcis renaria ingår i släktet Pseudalcis och familjen mätare. Inga underarter finns listade i Catalogue of Life.